# Prix Alcide-Railliet
 (mars 2025).
La mise en forme du texte ne suit pas les recommandations de Wikipédia : il faut le « wikifier ».
Les points d'amélioration suivants sont les cas les plus fréquents :
- Les titres sont pré-formatés par le logiciel. Ils ne sont ni en capitales, ni en gras.
- Le texte ne doit pas être écrit en capitales (les noms de famille non plus), ni en gras, ni en italique, ni en « petit »…
- Le gras n'est utilisé que pour surligner le titre de l'article dans l'introduction, une seule fois.
- L'italique est rarement utilisé : mots en langue étrangère, titres d'œuvres, noms de bateaux, etc.
- Les citations ne sont pas en italique mais en corps de texte normal. Elles sont entourées par des guillemets français : « et ».
- Les listes à puces sont à éviter, des paragraphes rédigés étant largement préférés. Les tableaux sont à réserver à la présentation de données structurées (résultats, etc.).
- Les appels de note de bas de page (petits chiffres en exposant, introduits par l'outil «  Source ») sont à placer entre la fin de phrase et le point final[comme ça].
- Les liens internes (vers d'autres articles de Wikipédia) sont à choisir avec parcimonie. Créez des liens vers des articles approfondissant le sujet. Les termes génériques sans rapport avec le sujet sont à éviter, ainsi que les répétitions de liens vers un même terme.
- Les liens externes sont à placer uniquement dans une section « Liens externes », à la fin de l'article. Ces liens sont à choisir avec parcimonie suivant les règles définies. Si un lien sert de source à l'article, son insertion dans le texte est à faire par les notes de bas de page.
- La présentation des références doit suivre les conventions bibliographiques. Il est recommandé d'utiliser les modèles {{Ouvrage}}, {{Chapitre}}, {{Article}}, {{Lien web}} et/ou {{Bibliographie}}. Le mode d'édition visuel peut mettre en forme automatiquement les références.
- Insérer une infobox (cadre d'informations à droite) n'est pas obligatoire pour parachever la mise en page.

Pour une aide détaillée, merci de consulter Aide:Wikification.
Si vous pensez que ces points ont été résolus, vous pouvez retirer ce bandeau et améliorer la mise en forme d'un autre article.
Le prix Alcide-Railliet est un prix scientifique biennal décerné par l'Académie vétérinaire de France initialement pour des travaux dans le domaine de la parasitologie puis également de l'entomologie. Il célèbre la mémoire d'Alcide Railliet (1852-1930), zoologiste français.

## Liste des lauréats
- 1934 : création du prix
- 1936 : Fernand Édouard Houdemer - « Recherches de parasitologie vétérinaire indochinoise »[1]
- 1938 : Lucien Balozet (1892-1972) - « Brachylaemus suis, Trématode de l'intestin du Porc »[2].
- 1940 : André-Louis Donatien et Félix Lestoquard[3].
- 1942 : Jean Guilhon (1906-1995) - « Le benzoate de benzyle : action acaricide, toxicité et utilisation dans le traitement des maladies parasitaires cutanées »[4].
- 1944 : Georges Curasson (1889-1970) - « Traité de Parasitologie vétérinaire comparée »[5].
- 1948 : non décerné, mention honorable à Jean Grimpet (1904-2001)[6].
- 1952 : non décerné, pas de concurrent[7]
- 1954 : René Rousselot - « Notes de Parasitologie tropicale »[8].
- 1964 : Simon Grétillat - « Bilharziose Ouest-africaine à Schistosoma curassoni Brumpt, 1931 »[9].
- 1968 : Pierre-Claude Morel (1928-1996) - « Les tiques d'Afrique et du bassin méditerranéen »[10].
- 1970 : Michel Graber - « Contribution à l'étude de la faune des Helminthes de l'Afrique centrale (Tchad et République Centrafricaine) »
- 1974 : J. Gruvel - « Recherches sur l'écologie et sur l'élevage des Glossina tachinoides W. »[11].
- 1978 : Jacques Itard - « Lutte contre les glossines »[12]
- 1980 : M. Fonteneau - « La paramphistomose bovine en expansion dans l'ouest de la France »[13].
- 1982 : D. Cuisance, H. Politzar, R. Gidel et M. Clair - « La lutte génétique contre les glossines par lâchers de mâles stériles »[14].
- 1986 : Catherine Schwartz - « Résistance des parasites aux anthelminthiques. Enquête en élevages ovin et caprin »[15].
- 1988 : Informations techniques des Services Vétérinaires - « Faune sauvage d'Europe. Surveillance sanitaire et pathologie des mammifères et des oiseaux »[16]
- 1990 : Guy Potier - « Pouvoir acaricide de la deltaméthrine sur la tique domestique du chien : Rhipicephalus sanguineus »
- 1996 : Alain Chauvin (1962-) - « Réponses immunitaires locale et générale chez le mouton infesté expérimentalement par Fasciola hepatica Linné »[17]
- 1998 : Jean-Marie Doby (1925-1999)[18]
- 2022 : coordination scientifique de Henri-Pierre Aberlenc (54 scientifiques dont Yves Gomy) - « Les insectes du monde »[19].
- 2024 : Denis Richard et Pierre-Olivier Maquart - Mouches et Moustiques d’Europe, reconnaître les principales familles de Diptères, Éditions Delachaux et Niestlé, 2024[20].